# Hemidactylus garnotii
El dragó de l'Indus-Pacífic (Hemidactylus garnotii) és una espècie de sauròpsid (rèptil) escatós de la família dels gecònids pròpia de la regió Indo-Pacífic.
És una espècie partenogenètica unisexual. L'H. garnotii adulta — no hi ha mascles — mesura entre 10 i 13 cm, té pupil·les verticals, sense parpelles, dits agafatosos qui li permeten d'escalades verticals. La pell és grisa a brunenca. És una insectívora nocturna. Va migrar des del seu biòtop natural a les Amèriques i s'adapta molt bé a la presència humana. De nit, s'instal·la amb predilecció prop de fanals i altres llums externs i aprofita els insectes que s'apropen a la llum. La seva adaptabilitat en va fer una espècie invasora molt exitosa. Encara no se sap si la seva introducció fora del seu territori d'origen va tenir un efecte negatiu o no a la fauna indígena.

## El nom
L'espècie té encara altres noms Hemidactylus peruvianus (Wiegmann) i Hemidadctylus Ludekingii. Però creix un consens entre els pèrits per a garnotii, com que és el més utilitzat en les publicacions científiques. El nom peruvianus, a més, indueix a confusió per a una espècie originària del sud-est asiàtic.